# Позориште на Теразијама
Позориште на Теразијама је основано 22. децембра 1949. године од стране Скупштине града Београда као „Хумористичко позориште“, стална, репертоарска установа позоришне културе, музичког и комедијског жанра. Од 1954. до 1959. године зове се „Београдска комедија“. Спајањем са Београдским драмским позориштем 1959. године добија име „Савремено позориште“ да би 1972. године добило име „Београдско позориште“. Коначно, у позоришној сезони 1975/76 поново постаје самостално и добија садашње име „Позориште на Теразијама“. Током периода реконструкције матичне зграде и исељења у Установу културе „Вук Караџић“ од 1991. до 2005. године, позориште је носило име „Театар Т“.
Као јединствено позориште у нашој земљи има стални административно-технички и извођачки састав који чине: глумачки, балетски, хорски и оркестарски ансамбл, укупно око 200 људи, као и већи број спољних сарадника широког спектра уметничких и сценских делатности. Током више од 60 година постојања, увек одлично прихваћено од стране најшире публике, али и критике, Позориште на Теразијама је својом доследном репертоарском политиком пратило збивања на светској музичкој и комедиографској сцени. Посебно се негује и развија домаће драмско стваралаштво, комедије, оперете и музички комади („Столица која се љуља“, „Сплитски акварел“, „Уби ил' пољуби“, „Мала Флорами“...), као и светски хитови („Оклахома“, „Прича са западне стране“, „Хело Доли“, „Виолиниста на крову“, „Цигани лете у небо“, „Човек од Ла Манче“, „Моја љупка дама“, „Кабаре“, „Неки то воле вруће“...).
Последњих година, репертоарска делатност Позоришта на Теразијама доживљава убрзан уметнички и маркетиншки успех. Изузетну гледаност постижу комедије „Др“, „Парадокс“, затим мјузикл „Неки то воле вруће“, док су „Лутка са насловне стране“, „Јубилеј“ (апсолутни победник Дана комедије у Јагодини 2000), „Бриљантин“, „Гоље“ и „Пољуби ме Кејт“ већ постали култни позоришни догађаји, за којима интересовање постоји и ван граница наше земље.

## Историјат

### Оснивање
Период после Другог светског рата, обележило је оснивање бројних нових институција у области културе, просвете и науке. Дошло је до експанзије професионалних и полупрофесионалних позоришта, отваране су музичке, балетске и позоришне школе, а сами глумци су уживали готово култни статус. Београд је до краја Другог светског рата имао само једно позориште, Народно позориште, да би током 1947. године основана још два нова: Југословенско драмско позориште и Градско позориште (касније названо Београдско драмско позориште). Културни врх Београда је у то време имао слуха за то да је Београду потребно и једно позориште булеварског типа чији би програмски концепт био окренут ка комедијском репертоару, али и жанровима музичког позоришта, као што су оперета, музичка комедија, ревија и сл. Оваква одлука се може сматрати и донекле чудном, с обзиром на то да је оперета била на неки начин прогнана са репертоара Народног позоришта од оснивања београдске Опере, а да је и комедија као жанр ниско вреднована на уметничкој лествици.
Ипак, прва идеја о позоришној представи забавно музичког типа јавила се почетком 1949. године, када је Исак Амар добио задатак да организује припрему једне ревијске представе. Прву послератну ревијалну представу режирао је Јозо Лауренчић, првак Југословенског драмског позоришта, у сарадњи са тадашњим глумцима комичарима, балетским играчима и музичарима. Током маја 1949. године, ова ревија је извођена 18 пута у сали Београдског драмског позоришта.
С обзиром на то да је представа наишла на одличан пријем код публике, у јесен 1950. године дошло је до оснивања Хумористичког позоришта. За првог управника именован је песник Душан Костић, али је главни покретач позоришта био Радивоје-Лола Ђукић који је склопио глумачки, певачки и играчки ансамбл и осмислио програм позоришта. По оснивању позоришта, Радивоје-Лола Ђукић је био на функцији уметничког руководиоца, а његов једини услов да буде на овој позицији био је да сала буде на Теразијама.
Хумористичко, или булеварско позориште, које недостаје Београду, мора бити тамо где шетају бескућници и беспријатељници, где људи убијају време, а ми им онда понудимо смешно убијање самоће.— Радивоје-Лола Ђукић
Позориште је смештено у салу биоскопа „Београд“ у којој ће остати током највећег дела свог постојања.
Испод зграде позоришта налазе се четири дренажне јаме, са по две пумпе које су непрестано у функцији, како би спречиле пробој воде на сцену.

### Прве представе
Прва премијера у позоришту била је премијера Нушићеве комедије „Др“, 1. марта 1951. године. Као друга премијера, 21. марта 1951. године изведена је музичка сатирично-хумористична ревија „Дођите сутра“ у којој су се први пут представили сви ансамбли Хумористичког позоришта.  Музички репертоар се затим проширио и на оперету, а прва која је била изведена у позоришту била је из периода берлинске међуратне оперете „Код белог коња“ 15. октобра 1951. године. Једна од карактеристика Хумористичког позоришта је концепт који је осмислио Радивоје-Лола Ђукић а огледао се у посебној музичко-драматуршкој обради комедија којима су говорне комедије претварали у музичке. Тако је Лола Ђукић, режирајући енглески водвиљ Брендона Томаса, „Чарлијева тетка“, у представу укључио хор и балет и створио ревијско-комедијски спектакл под називом „Маскарада“ који је премијерно изведен 12. априла 1952. године, а у којем је главну улогу имао Миодраг Петровић Чкаља.

### Спајање са Београдским драмским позориштем
Током 1960их, услед мале посете публике, у позориштима је владала велика криза. Градска власт је одлучила да споји Београдску комедију и Београдско драмско позориште при чему је настало Савремено позориште. Након спајања, реформисани репертоар укључивао је и музичко-сценске адаптације популарних дела југословенске класике. Тако је креирана нова, модернизована поставка „Пута око света“, музичке комедије према делу Бранислава Нушића. „Пут око света“ је имао премијеру 14. марта 1963. године, али није наишао на добре критике. Из ове репертоарске линије, представе „Тирена и Новела“ (13. март 1965) и „Мајстори су први људи“ (23. април 1962) доживеле су признање критике чиме је створена народна музичка комедија која ће прерасти у један нови жанр комичне опере.
Друга новина у репертоару било је смањивање удела оперете и стварања модерног музичког ревијалног позоришта по угледу на модерну западноевропску комедију. Редитељка Соја Јовановић, са своје две култне представе „Лаку ноћ, Бетина“ (25. мај 1961) и „Слатка Ирма“ (12. јануар 1964) поставља темеље мјузикла на којима ће се даље градити позориште.
Реформа репертоара је обухватила и покушај стварања модерне музичке ревије у којој је балет у првом плану. Прва представа такве врсте била је „Невиђена представа“ (5. март 1961) према тексту Васе Поповића у којој су се у улози управника провинцијског дома културе који има амбицију да приреди „невиђену представу“, смењивали Миодраг Петровић Чкаља и Жика Миленковић.
Осим адаптација комада, реализоване су и представе комплетно домаћих аутора које су биле на граници између ревије и мјузикла. Издвајају се представе „Београд некад и сад“ (24. октобар 1970), сатирични времеплов по текстовима Стерије, Нушића и Матије Бећковића и „Мајстор с мора“ (13. фебруар 1970) за коју је музику писао Корнелије Ковач, а први пут на сцени су се појавила велика имена југословенске глумачке сцене: Мики Манојловић, Марко Николић и Предраг Ејдус.
Током 1970их, класична оперета је готово потпуно нестала са репертоара. Појављивала се само у облику поновних поставки старих хитова као што је „Мала Флорами“ која је постављена у режији Ђокице Милаковића 5. маја 1974. године.

### Пробој мјузикла
Први велики амерички мјузикл на репертоару био је мјузикл „Оклахома“ Роџерса и Хамерстејна. Премијера је одржана 5. марта 1966. године у режији Светозара Рапајића и са Драганом Лаковићем и Жељком Рајнер у главним улогама. Представа је доживела велики успех и признање како публике тако и критике и од тада мјузикл заузима све већи део музичког репертоара Позоришта на Теразијама. Упркос лошим техничким могућностима, малој сцени, скромним певачким и играчким могућностима глумаца који нису кроз формално образовање добијали довољно компетенција, овај технички и уметнички компликован жанр је почео полако да се развија, често уз велика довијања режисера, костимографа и сценографа како оригинално дело не би трпело. Уследили су мјузикли „Карневал“ Боба Мерила у режији Соје Јовановић (15. децембар 1966), „Прича из западног кварта“ Леонарда Берстејна (31. март 1968), „Пољуби ме, Кети“ Кола Портера (11. мај 1969), „Хало, Доли“ Џерија Хермана (26. април 1971), као и „Виолиниста на крову“ Бока-Стејна (2. април 1972) у режији Александра Ђорђевића која је добила велика признања и у којој је Мића Татић имао главну улогу.

### Позориште на Теразијама
Током 1975. године дошло је до раздвајања Позоришта на Теразијама и Београдског драмског позоришта, а позориште на Теразијама добија своје коначно име и враћа се на стару локацију. Позориште добија своје просторије које више не дели са биоскопом „Београд“, али долази до неприлика са техничким условима простора који ће проузроковати селидбу позоришта на нову локацију и вишегодишњу реконструкцију.
Током овог периода, позориште је наставило са добром праксом из претходног периода која је наишла на признавање и публике и критике која је укључивала извођење великих светских музичких комада од којих је већина представљала класику у оквиру овог жанра. То се пре свега односи на групу комада који се могу сврстати у поджанр назван „литерарни мјузикл“, а који се односи на тенденцију преузимања ликова и мотива из литерарне класике и њихову адаптацију у музичком комаду. Након успешних представа „Прича из западног кварта“ и „Виолиниста на крову“, на сцени се појављује и „Моја љупка дама“ Бернарда Шоа (10. мај 1975), „Прича о коњу“ Лава Толстоја (17. октобар 1985), „Цигани лете у небо“ Максима Горког (18. децембар 1988), Сервантесов „Човек од Ла Манче“ (15. мај 1990), као и „Три мускетара“ Александра Диме (11. децембар 1992).
Редитељка Соја Јовановић, која је обележила период реформе позоришта током 1960их и умела да препозна важност модерне западноевропске музичке комедије, пред крај своје редитељске каријере спретно и духовито режира култне мјузикле на тему брачних и вереничких заврзлама. Тако су своје место на репертоару нашле представе „Мој дечко“ Сендија Вилсона (24. септембар 1984) и „Волим своју жену“ Стјуарта и Колмена (26. септембар 1986). Значајно место на репертоару имали су филмски мјузикли „Неки то воле вруће“ Стоуна, Мерила и Стајна (27. децембар 1990), „Мала ноћна музика“, Вилера и Сондхајма (13. јун 1991) према Бергмановом филму „Осмех летње ноћи“ која је у теразијском извођењу названа „Давни флерт“, и најзад „Кабаре“ Мастерофа, Кандера и Еба (21. јун 1993) где у главним улогама наступају Ана Софреновић, Раде Марјановић и Дара Џокић.

### Театар Т
Од 1991. до 2005. године, због вишегодишње реконструкције своје матичне зграде, Позориште на Теразијама је представе изводило на сцени „Театар Т“ у Установи културе „Вук Караџић“. У условима опште материјалне и друштвене нестабилности, дошло је до честих промена на челу позоришта, тражио се нови концепт, било је идеја да се музичка сцена потпуно укине или да се сведе на повремено опслуживање комедијског репертоара. Овакви догађаји довели су у питање опстанак музичког позоришта, али упркос томе, рађале су се и велике представе које ће остати забележене као најбоље представе тог периода као што је „Лукреција“ у режији Јагоша Марковића.
Једна од веома занимљивих репертоарских линија и новина у позоришту на Теразијама био је први стрип-мјузикл „Алан Форд — брадати пљачкаши“ (11. новембар 1994) по тексту који је Мирјана Лазић приредила према једној епизоди истоименог стрипа, а у режији Кокана Младеновића.
Наставак традиције филмских мјузикла обезбедио је „Бриљантин“ Џима Џејкобса и Ворена Кејса (16. новембар 1995) у режији Михаила Вукобратовића и Наташом Кличковић и Дејаном Луткићем у главним улогама. Успех ове представе најбоље илуструје чињеница да је након 200 извођења, представа обновљена, уз измењену глумачку поделу у којој су главне улоге тумачили Мина Лазаревић и Никола Булатовић (7. децембар 2001).
Након „Бриљантина“ протекле су 4 године пре прве велике премијере. Паузу је прекинула представа „Лутка са насловне стране“ по тексту Гордана Михића и на музику Боре Ђорђевића 20. новембра 1999. године. Након ове паузе, у позоришту ће се усталити пракса да свака сезона има једну велику премијеру. Велики успех постигла је и редитељка Ивана Димић са мјузиклом „Гоље“ (29. октобар 2001). Рађен према мотивима британског филма „До голе коже“, редитељка је причу о отпуштеним британским металским радницима који суочени са проблемима у којима су се нашли одлучују да постану стриптизери, сместила у незапосленошћу и немаштином погођену Раковицу. Овај мјузикл сматра се једним од најуспешнијих остварења у историји домаћег мјузикла.
Мјузикл „Пољуби ме, Кејт“ по либрету Самуела и Беле Спевак, доживео је нову поставку и премијеру 23. децембра 2002. године у режији Димитрија Јовановића. Представа је поново на сцену изнела причу у којој се Шекспирови ликови из „Укроћене горопади“ преплићу са приватним судбинама глумаца који их тумаче.
Према роману Стевана Сремца, 10. октобра 2003. године премијеру доживљава и мјузикл „Поп Ћира и поп Спира“ у режији Југа Радивојевића. Редитељ је, заједно са композитором Војканом Борисављевићем, прилагодио ранију драматизацију Јосипа Лешића жанру музичке комедије. 
Последња премијера пред повратак у обновљени простор на Теразијама била је нова поставка представе „Цигани лете у небо“ Максима Горког (17. април 2004), уз музику Јевгенија Доге, у обради Иване Димић и режији Владимира Лазића, са Иваном Босиљчићем, Миленом Ражнатовић и Љиљаном Стјепановић у главним улогама.

### Године славе
Обновљена зграда Позоришта на Теразијама свечано је отворена 15. октобра 2005. године. После готово 40 година током којих је делило простор са биоскопом „Београд“ у којем су се пробе представа изводиле само у ограничено време које је позоришту доделио биоскоп и после 10 година принудног исељења у Установу културе „Вук Караџић“, позориште је добило савремену салу, прегледну и акустичну, уз позорницу опремљену свим техничким иновацијама потребним жанру мјузикла. Позориште је отворено ревијалном представом Миленка Заблаћанског под називом „Светлости позорнице“. Ова прича „позоришта о позоришту“, која преноси сву радост, лепоту и муке Позоришта на Теразијама, дала је оквир за ревијално представљање свих нумера из некадашњег репертоара које су представљале програмску најаву будућег рада, али и могућност да се прикажу врхунске техничке могућности нове сцене.
Након „Светлости позорнице“, уследиле су представе „Корус лајн“ по тексту Џемса Керквуда и Николаса Дантеа (27. октобар 2005), „Спусти се на земљу“ по тексту Гордане Гонцић у режији Југа Радивојевића (19. јануар 2006) која представља први мјузикл из области пародираног сајенс-фикшна и „Хероји“ Предрага Перишића у музичкој обради Војкана Борисављевића и у режији Славенка Салетовића (18. мај 2006).
Велики искорак у смислу величине продукције, али и на квалитативном нивоу донео је мјузикл „Чикаго“ Фреда Еба и Боба Фосија, у режији Кокана Младеновића и у кореографији Мојце Хорват (18. и 19. октобра 2006). Био је то велики продукциони подухват у којем су све главне улоге имале двоструку поделу. На овај начин се осигурала изведба представе у случају непредвиђених околности, али се и отворила могућност да се поједине улоге сагледају са различитом визуром и уз помоћ различитих креативних средстава, а без нарушавања концепта представе. Такође, у овој представи је остварено и уједињавање ансамбла кроз прожимање глумачке, вокалне и телесне фактуре. Мјузикл „Чикаго“ је сатирична и цинична прича о систему вредности у коме се злочин исплати, у коме влада корупција и превара и у коме таблоидизација друштва добијају огромне размере, а истина постаје оно што се пласира кроз медијски шоу. 
Током 2007. године, репертоар су чиниле поновне поставке мјузикла који су ранијих година постигли значајан успех. Тако су поновно оживљавање доживели мјузикли „Неки то воле вруће“ у режији Радета Марјановића и Светислава Гонцића (9. фебруар 2007. године) који су и носиоци главних улога, затим мјузикл „Кабаре“ (18. децембар 2007) у којем је за режију и кореографију ангажован Чет Вокер, уметник са великим бродвејским искуством који је увео „Фосијев стил“ у естетику позоришта која се заснивала на џез балету, и коначно, мјузикл „Бриљантин“ (18. април 2009) у режији Михаила Вукобратовића, који је омогућио да читава нова генерација младих глумаца стекне своје прво велико глумачко искуство и опроба своје способности у вештинама које захтева велики мјузикл.
Мјузикл „Маратонци“ (25. мај 2008), према црној комедији Душана Ковачевића, у режији Кокана Младеновића и са Драганом Вујићем, Иваном Босиљчићем, Калином Ковачевић, Марком Живићем и Иваном Јевтовићем у главним улогама, представља, у продукционом смислу најамбициознији теразијски пројекат и велики, прави, успешни српски мјузикл који је према квалитету упоредив са квалитетним светским примерима литерарног мјузикла.
По повратку на матичну сцену, модерни мјузикл је постао главно опредељење позоришта у репертоарском смислу, а у мјузиклу једно од главних обележја јесте и плесна функција. Тако је плесни израз у овом периоду нарастао и квантитативно и квалитативно са усмерењем ка џез балету и модерном бродвејском стилу Боба Фосија. У овом периоду, Позориште на Теразијама, свесно да је употреба балетског ансамбла тренутно ограничена на само један плесни израз, у жељи да му пружи могућност да се усавршава ширећи стилске могућности, отвара једну потпуно нову репертоарску линију у виду балетских представа заснованих на естетици модерног балета. Тако настају представе „La Capinera“ (13. април 2007) у режији и кореографији Микеле Мерола, према музици Кирила Џајковског у којој главну улогу игра Ашхен Атаљанц и представа „Земља“ (13. фебруар 2008) у којој је примењен играчки израз настао према стилу америчких уметника Хозеа Лимона и Алвина Ејлија.
Поред великих мјузикла, скромних варијанти музичких комедија, модерних плесних представа, Позориште на Теразијама је, још у периоду пре повратка на обновљену сцену, неговало ширење могућности жанровских варијетета музичког позоришта и окретало се мањим формама, различитим камерним облицима кабаретског типа. Прве представе укључивале су једну ауторску личност, непосредни контакт са публиком уз додатак балетских и музичких сегмената. Ове представе су се изводиле и у фоајеу теразијске сцене, али и на малој сцени Пете београдске гимназије. Прву представу ове врсте извео је Раде Марјановић, кабаером под насловом „Добра стара времена“ 29. марта 2003. године. Ова представа је, уз променљиви састав гостију (гостовале су Лола Новаковић, Тања Бошковић, Даница Максимовић и др) одиграна више од сто пута.  Уследиле су представе „Замисли живот“ Миленка Заблаћанског (27. јун 2003), кабаре „Љубав, ах Љубав“ Веселина Стијовића (28. мај 2004), а по повратку на обновљену сцену и представе „Хамлет, Хамлет, Еуротреш“ Маје Пелевић и Филипа Вујошевића (19. мај 2008) која представља пародију на илузију о савршеној Европи кроз историју Еуросонга и кабаре „Како разумети Србе“ по концепту Жељка Јовановића и Михаила Вукобратовића (22. децембар 2008) који на ироничан начин покушава да ослика противречности српског менталитета. Кабаретска сцена Позоришта на Теразијама данас носи име настрадалог глумца Миленка Заблаћанског.
По отварању, после реконструкције 2005. године, Позориште је у савременој сали доживело процват са мјузиклима „Чикаго“, „Цигани лете у небо“, „Маратонци“, „Мама миа“, „Зона Замфирова“, „Кабаре“ и др. где су значајан удео имали глумци, певачи и плесачи Јелена Јовичић, Слободан Стефановић, Ивана Кнежевић, Мина Лазаревић, Катарина Гојковић, Слобода Мићаловић, Драган Вујић, Мирољуб Турајлија, Иван Босиљчић, Даница Араповић, Тамара Мартиновић, Милица Павловић, Катарина Чанковић, Елена Весковић, Милан Громилић, Јанош Тот и многи други. Представе су распродате, а за неке комаде се говори да су најбоља извођења у свету.

## Четири периода музичке сцене
У развојном току музичке сцене и позоришта у целини, могу се уочити четири карактеристична периода.
Период од оснивања Хумористичног позоришта до спајања са Београдским драмским позориштем 1959. године, карактерише велики ентузијазам уметника у врло неповољним условима у којима су се изводиле и пробе и представе, одличан одзив публике и непризнавање од стране критике. Музички репертоар се углавном ослањао на оперету у разним варијантама.
Други период, период Савременог позоришта од спајања са Београдским драмским позориштем до коначног раздвајања 1975. године, првобитно је донео потпуно измењени концепт у којем је дошло до гашења оперете и стварања модерног булеварског позоришта чија је окосница била усмерена ка музичкој ревији и западноевропској музичкој комедији. Овај концепт се током година постепено ублажавао тако да је дошло до повратка оперете и постепеног усмерења ка жанру мјузикла. Тако су паралелно егзистирали класична оперета и велики, класични примери америчког мјузикла.
Након осамостаљења 1975. године, мјузикли су све више освајали репертоар, док се удео оперете нагло смањивао, све до потпуног гашења. Посебна пажња је поклањана тзв. „литерарном мјузиклу“ односно делима насталим на великим класицима светске литературе. У овом периоду било је и покушаја стварања домаћег мјузикла.
Након исељења у Установу културе „Вук Караџић“, услед хаотичних просторних, организационих, финансијских и управљачких околности, програмски концепт позоришта је лутао у тражењу новог концепта који је у неким тренуцима довео у питање и сам опстанак позоришта. Пред крај овог периода долази до постепене консолидације и враћања ка мањим и већим формама мјузикла и музичке комедије.
Коначно, повратак у обновљени простор донео је велике могућности када је реализација представа у питању. Модеран и комфоран сценско-гледалишни простор, опремљен свим средствима модерне позориште технологије, напредна аудио технологија, отворили су редитељима и сценографима велике могућности. Додатно, позориште у овом периоду стиче напредак и у кадровском смислу јер се појављују уметници са довољно способности и обучености да носе врло сложене захтеве музичких жанрова. Повећано је и интересовање младих глумаца да се подвргну музичкој и плесној дисциплини за коју прве основе стичу током школовања. Уведен је и систем аудиција по угледу на велике светске продукције мјузикла, које се редовно организују пред почетак рада на новој представи. У оваквим условима, програмска оријентација Позоришта на Теразијама је и дефинитивно усмерена ка музичком репертоару, односно према светском мјузиклу, уз пратећи сегмент мањих музичко-сценских форми као што су музичка комедија, кабаре и балетске представе. 

## Чланови

### Управници
Досадашњи управници Позоришта на Теразијама:
- Душан Костић 1949—1953. године
- Бранислав Ђорђевић 1953—1959. године
- Предраг Динуловић 1959—1962. године
- Александар Бакочевић 1962—1964. године
- Павао Броз 1964—1966. године
- Исак Амар 1966—1972. године
- Мирољуб Миловановић 1975—1980. године
- Војислав Мирић 1980—1984. године
- Драган Јерковић 1985—1987. године
- Василије Марковић 1987—1992. године
- Јован Ристић 1993—1995. године
- Душан Голумбовски в.д. 1996. године
- Миладин Шеварлић 1996—1997. године
- Светислав Гонцић 1998—2000. године
- Михаило Вукобратовић 2000—2013. године
- Александар Ђаја в.д. 2013. године и управник од 2014 - 2022. године
- Радослав "Раде" Марјановић в.д. од 2022. године

### Ансамбли
Позориште има четири уметничка ансамбла: драмски, балетски, хорски и оркестарски.
| Драмски ансамбл       | Балетски ансамбл                                                                                   | Хорски ансамбл | Оркестарски ансамбл                                                 |
| --------------------- | -------------------------------------------------------------------------------------------------- | --- | ------------------------------------------------------------------- |
| Драган Вујић Вујке    | Снежана Весковић Заблаћански, руководилац балета                                                   | Зорица Бошковић | Весна Шоуц, руководилац музичког сектора                            |
| Мина Лазаревић        | Даница Араповић                                                                                    | Јелена Мит | Милан Недељковић, диригент                                          |
| Ивана Кнежевић        | Биљана Кнежевић                                                                                    | Марчела Лукић | Биљана Јовановић, концертмајстор                                    |
| Јелена Јовичић        | Тамара Афанасијев                                                                                  | Мирјана Стојановић | Ивана Матејић, заменик концертмајстора                              |
| Слободан Стефановић   | Славица Стојановић                                                                                 | Кристина Савић | Марија Ристић, прва виолина                                         |
| Душко Радовић         | Ирена Шаровић                                                                                      | Биљана Пековић | Боривоје Спасојевић, вођа других виолина                            |
| Маја Новељић Ромчевић | Јелена Вуковић                                                                                     | Татјана Поповић | Ана Ристић-Тадић, друга виолина                                     |
| Никола Булатовић      | Јелена Арсић                                                                                       | Зоран Дороњски | Драгомир Маринковић, друга виолина                                  |
| Мирољуб Турајлија     | Милица Павловић                                                                                    | Јован Николић | Катарина Касаткин, вођа виола                                       |
| Владан Савић          | Елена Громилић                                                                                     | Душан Шида | Данијела Станковић, вођа виолончела                                 |
| Елизабета Ђоревска    | Барбара Милованов                                                                                  | Мирослав Марковић | Ана Рајковић, флаута                                                |
| Десимир Станојевић    | Катарина Громилић                                                                                  | Бојан Гавриловић | Иван Ранковић, кларинет                                             |
| Милан Милосављевић    | Тамара Иванчић                                                                                     | Љубиша Динчић | Владимир Мандић, прва труба                                         |
| Ивана Поповић         | Ива Пјетловић                                                                                      | Воја Орлић | Зоран Ковачевски, друга труба                                       |
| Жарко Степанов        | Нина Булајић                                                                                       | Марко Богданић | Младен Лукић, први тромбон                                          |
| Милена Живановић      | Долорес Магделинић                                                                                 | Бојана Рачић | Михајло Богосављевић, други тромбон                                 |
| Валентина Павличић    | Ђорђе Макаревић                                                                                    | Ивана Кларић | Маја Хајдуковић, алт саксофон                                       |
| Ана Здравковић        | Милан Громилић                                                                                     | Мирјана Матић | Александар Петковић, тенор саксофон                                 |
| Александар Дунић      | Небојша Громилић                                                                                   | | Аница Иванчевић, харфа                                              |
| Горан Букилић         | Немања Наумоски                                                                                    | | Дејан Стојадиновић, контрабас                                       |
| Ана Симић             | Игор Наумоски                                                                                      | | Желимир Васић, удараљке                                             |
| Ана Маљевић           | Татјана Радуновић, корепетитор                                                                     | | Никола Ђокић, удараљке                                              |
| Милан Антонић         | | |                                                                     |
| Душица Новаковић      | Стални сарадници: Лидија Новаковић Мирела Божић Јовановић Ивана Дубовац Милош Митић Игор Грабовица | Стални сарадници: Александар Новаковић Игор Аризановић Татјана Николић Милена Моравчевић Марко Пантелић Хана Рамујкић | Стални сарадници: Урош Ранковић Ивана Павловић Властимир Благојевић |

## Галерија
- Бриљантин, премијера 11. април 2009.
- Цигани лете у небо, 16. октобар 2005.
- Два мириса руже, 11. новембар 2005.
- Главо луда, премијера 28. септембар 2012.
- Глорија, премијера 5. октобар 2010.
- Грк Зорба, премијера 6. октобар 2011.
- Кабаре, 18. децембар 2007.
- Ла страда, премијера 2. октобар 2009.
- Мама миа, премијера 27. март 2015.
- Маратонци, премијера 24. мај 2008.
- Неки то воле вруће, премијера 9. фебруар 2007.
- Под сјајем звезда, 24. децембар 2011.
- Продуценти, премијера 16. фебруар 2011.
- Слатка Черити, 29. јануар 2016.
- Виктор Викторија, премијера 11. јун 2014.
- Зона Замфирова, премијера 9. новембар 2012.
- Чикаго, стото извођење, 20. фебруар 2009.
- Женидба и удадба, премијера 8. новембар 2013.